# Justice Smith
Justice Smith (Los Ángeles, California; 9 de agosto de 1995) es un actor estadounidense. Es conocido por interpretar a Radar en la película Paper Towns (2015), a Ezekiel en la serie The Get Down (2016-2017) de Netflix y recientemente ha protagonizado, junto a Elle Fanning, la película All the Bright Places (2020), en el papel de Finch.

## Primeros años
Smith nació en Los Ángeles, California; su padre es afroamericano y su madre es de ascendencia italiana y francocanadiense. Tiene ocho hermanos. Smith se graduó de la Escuela de Artes del Condado de Orange en 2013 y se ha presentado en espectáculos alrededor del Condado de Orange.

## Carrera
En 2014, Smith apareció en la serie de comedia de superhéroes de Nickelodeon The Thundermans, interpretando a Angus en dos episodios. También apareció en la serie documental de HBO Masterclass y VlogBrothers. En 2015, Smith tuvo un papel secundario como Marcus "Radar" Lincoln en Paper Towns. La película fue dirigida por Jake Schreier y lanzada el 24 de julio de 2015 por 20th Century Fox.
En 2016, Smith obtuvo el papel principal de Ezekiel Figuero en la serie dramática musical de Netflix The Get Down, estrenada en agosto de 2016 y finalizada en abril de 2017, siendo cancelada poco después.
Smith también apareció en Nueva York, junto a Lucas Hedges, en la producción teatral del Off-Broadway Yen, de la dramaturga Anna Jordan. La producción se presentó en el Lucille Lortel Theater a partir de enero de 2017 y cerró el 4 de marzo de 2017.
En febrero de 2018, Smith coprotagonizó Every Day en el rol de Justin, novio del personaje principal, Rhiannon. Unos meses más tarde, en junio de 2018, tuvo un papel secundario en la secuela de ciencia ficción Jurassic World: El reino caído.
En noviembre de 2017, se anunció que Smith protagonizaría Pokémon: Detective Pikachu, una película de acción real basada en el videojuego del mismo nombre.

## Filmografía
| Cine       | Cine                                    | Cine                   | Cine             |
| Año        | Título                                  | Papel                  | Notas            |
| ---------- | --------------------------------------- | ---------------------- | ---------------- |
| 2012       | Trigger Finger                          | Niño en la escuela     |                  |
| 2015       | Paper Towns                             | Marcus «Radar» Lincoln |                  |
| 2018       | Every Day                               | Justin                 |                  |
| 2018       | Jurassic World: Fallen Kingdom          | Franklin Webb          |                  |
| 2019       | Pokémon: Detective Pikachu              | Tim Goodman            |                  |
| 2020       | All the Bright Places                   | Theodore Finch         |                  |
| 2021       | The Voyeurs                             | Thomas                 |                  |
| 2022       | Jurassic World: Dominion                | Franklin Webb          |                  |
| 2023       | Sharper                                 | Tom                    |                  |
| 2023       | Dungeons & Dragons: Honor Among Thieves | Simon                  |                  |
| 2024       | The American Society of Magical Negroes | Aren                   |                  |
| 2024       | I Saw the TV Glow                       | Owen                   |                  |
| Televisión |                                         |                        |                  |
| Año        | Título                                  | Papel                  | Notas            |
| 2014       | Masterclass                             | Él mismo               | 1 episodio       |
| 2014–15    | The Thundermans                         | Angus                  | 2 episodios      |
| 2014–15    | VlogBrothers                            | Él mismo               | 3 episodios      |
| 2016–17    | The Get Down                            | Ezekiel Figuero        | Elenco principal |
| 2021       | Generation                              | Chester                | Elenco principal |